# Хвачха
Термін хвачха (화차; 火車) (вогневий візок) позначав залпову ракетну зброю та органну гармату подібної конструкції, які були розроблені в Кореї у XV столітті. Перший варіант вистрілював від одної до двохсот стріл з ракетною тягою, тоді як останній вистрілював кілька десятків стріл або болтів зі стволів гармат. Термін використовувався для позначення інших воєнних фургонів або іншої перевозної артилерії, на кшталт тої, яку розробив Байон Іджунг у 1590-х роках.
Ця зброя була помітно застосована для захисту Корейського півострова проти японців, які двічі вторгалися в Корею протягом 1590-х років. Деякі історики Східної Азії вважають, що цей технологічний прорив, поряд із кораблем-черепахою в середині XVI століття, мав особливий ефект під час війни.
Сьогодні хвачхи можна зустріти в корейських музеях, національних парках та популярній культурі.

## Будова

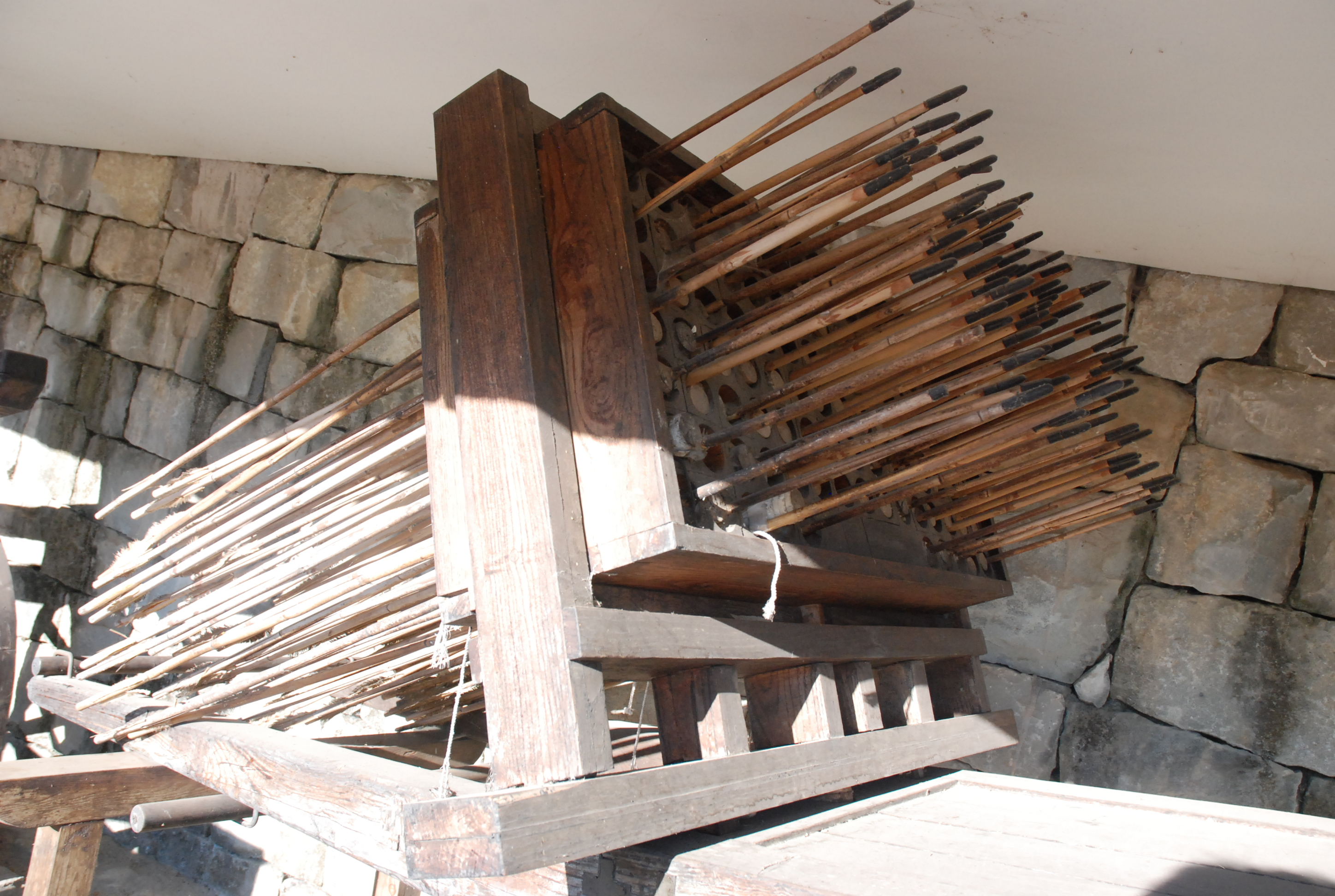
Хвача, заряджена сінґійoнами.

Хвачха являла собою колісний лафет з дерев'яним пусковим пристроєм на вершині, що містив від 100 до 200 циліндричних отворів, у яких було розміщено запалювачі, подібні до того, як це було в саєнчонгтонг (사전 총통).

### Снаряди
Боєприпас являв собою довгу стрілу (завдовшки близько 1,1 м), до древка якої трохи нижче від наконечника було прикріплено паперову трубку, заповнену порохом, що слугувала за ракетний двигун. За один залп завантажували та запускали приблизно 100 снарядів на дистанцію до 2000 м.

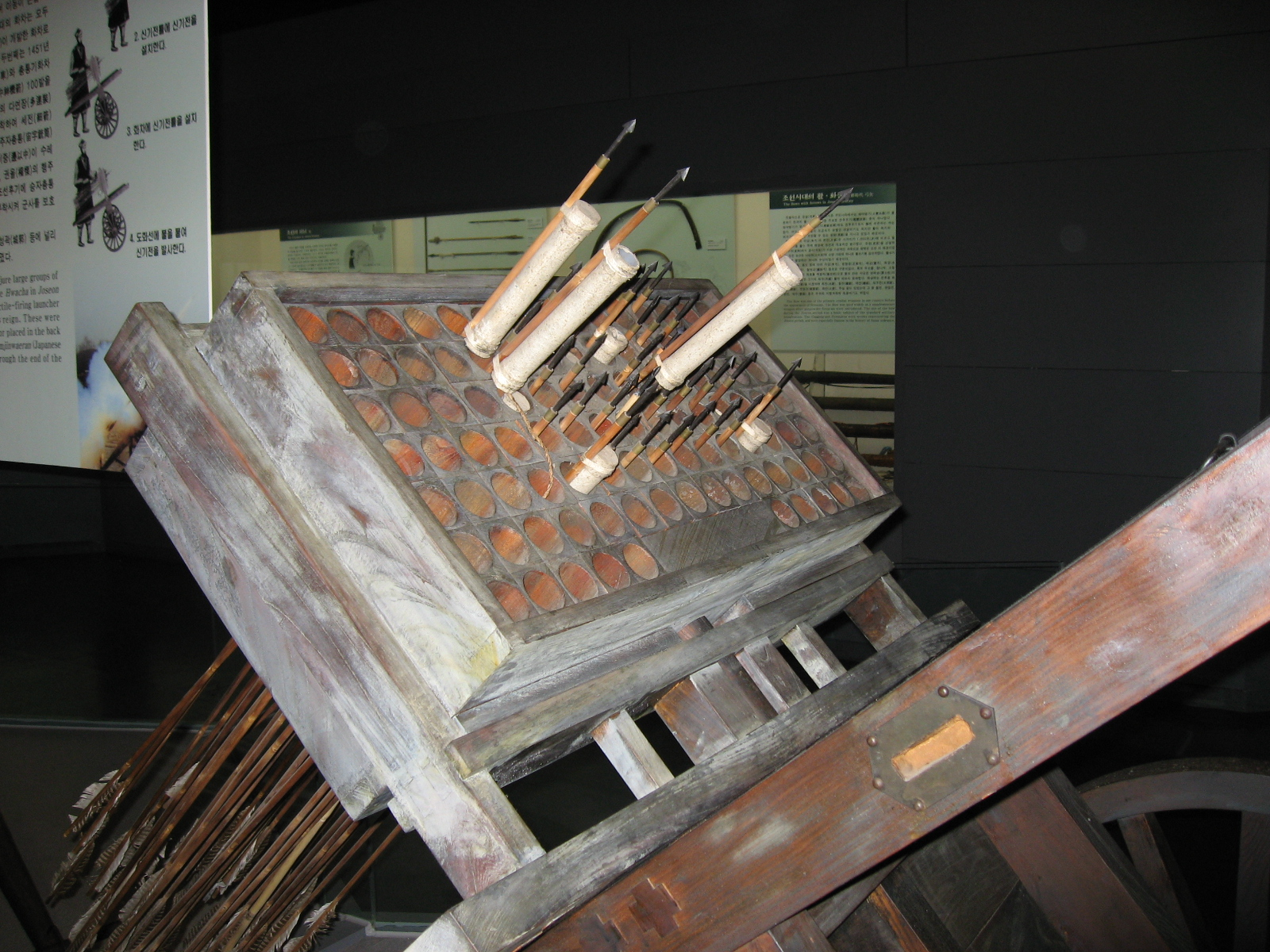
Пусковий механізм хвачі: запальники, розміщені у вузькій частині кожної стріли

На відміну від гармат або мінометів, застосовуваних на західних фронтах в XVI столітті, для яких були потрібні важкі залізні кулі, хвачхи вистрілювали стріли, які були тонкими і легкими, що робило його високоманевреним облоговим озброєнням.